# Abraham H. Taub
Abraham Haskel Taub ( /t ɔː b / ; 1er février 1911 - 9 août 1999) est un mathématicien et physicien américain, connu pour ses importantes contributions au développement précoce de la relativité générale, ainsi que de la géométrie différentielle et des équations différentielles.

## Travaux
Dans un article de 1948 traitant des ondes de choc relativistes, Taub introduit une généralisation relativiste des conditions de saut de Rankine-Hugoniot à travers une Onde de choc, qui est maintenant connu sous le nom de Taub Adiabat. Il introduit également l'espace Taub-NUT en relativité générale.
Taub obtient en 1931 un baccalauréat en mathématiques et physique de l'université de Chicago. Il obtient son doctorat à l'université de Princeton en 1935, sous la direction de l'éminent relativiste Howard Percy Robertson. À Princeton, Taub est également influencé par Oswald Veblen. Après une année postdoctorale à l'Institute for Advanced Study, Taub devient professeur adjoint à l'université de Washington à Seattle.
En 1948, Abe Taub va à l'université de l'Illinois en tant que mathématicien en chef associé à un projet de construction d'un ordinateur basé sur les plans de von Neumann. L'ordinateur, appelé ORDVAC, est achevé en 1952 et livré au terrain d'essai d'Aberdeen. Un deuxième exemplaire de l'ordinateur, ILLIAC I, reste à l'Illinois et sert de prototype à plusieurs autres ordinateurs. Taub dirige le Digital Computer Laboratory de l'Illinois de 1961 à 1964, date à laquelle il déménage à l'université de Californie à Berkeley, en tant que directeur du Computer Center (1964–68) avec une nomination conjointe au département de mathématiques. Il est professeur de mathématiques à plein temps de 1967 à 1978, date à laquelle il prend sa retraite en tant que professeur émérite.